# Élections générales portoricaines de 1952
Les élections générales ont eu lieu à Porto Rico le 4 novembre 1952. Luis Muñoz Marín, gouverneur sortant du Parti populaire démocrate, est réélu. Le taux de participation était de 72,5%.

## Résultats

### Gouverneur
| Candidat                      | Parti                             | Votes   | %     |
| ----------------------------- | --------------------------------- | ------- | ----- |
| Luis Muñoz Marín              | Parti populaire démocrate         | 431 409 | 64,90 |
| Gilberto Concepción de Gracia | Parti indépendantiste portoricain | 126 228 | 19,00 |
| Luis A. Ferré                 | Parti d'État républicain          | 85 591  | 12,90 |
| Luis Moczó                    | Parti socialiste                  | 21 719  | 3,30  |